# 平田西インターチェンジ
平田西インターチェンジ（ひらたにしインターチェンジ）は、福島県石川郡平田村にあるあぶくま高原道路のインターチェンジである。
当ICの出入口はダイヤモンド型インターチェンジとなっており、下り線（小野IC方面）は東向き、上り線（矢吹IC方面）は西向きである。

## 道路
- E80 あぶくま高原道路（6番）

## 接続する路線

### 間接接続
- 福島県道42号矢吹小野線（村道104号経由）

平田西インター橋
- 全長：35.0m
- 幅員：7.0（10.5）m
- 形式：PC単純ポステンバルブT桁橋
- 竣工：2009年度
- 施工：渡辺興業

平田村西山字草場に位置し、平田村道104号を渡るインターチェンジオーバーパス部分の本線道路橋である。総工費は1億8300万円。

## 周辺
- 平田村立西山小学校（2013年3月閉校）

## 隣
E80 あぶくま高原道路
(5) 石川母畑IC - (6) 平田西IC - (7) 平田IC